# Resen Sogn (Struer Kommune)
 For alternative betydninger, se Resen Sogn. (Se også artikler, som begynder med Resen Sogn)
Resen Sogn er et sogn i Struer Provsti (Viborg Stift).
I 1800-tallet var Humlum Sogn anneks til Resen Sogn. Begge sogne hørte til Skodborg Herred i Ringkøbing Amt. Resen-Humlum sognekommune blev ved kommunalreformen i 1970 indlemmet i Struer Kommune.
I Resen Sogn ligger Resen Kirke.
I sognet findes følgende autoriserede stednavne:
- Bækhuse (bebyggelse)
- Ellebæk (bebyggelse)
- Knarbjerg (bebyggelse)
- Kokholm (bebyggelse, ejerlav)
- Langergårdhus (bebyggelse)
- Lavbjerg (bebyggelse)
- Lille Humlum (bebyggelse)
- Makholm (bebyggelse, ejerlav)
- Resen Kær (areal)
- Resenborg (bebyggelse)
- Resenby (bebyggelse)
- Resenstad (bebyggelse)
- Toftum (bebyggelse, ejerlav)
- Toftum Bjerge (areal, bebyggelse), delt med Humlum Sogn